# عبد الرحمن الكواكبي
عبد الرحمن أحمد بهائي محمد مسعود الكواكبي  (1271 هـ / 1855 – 1320 هـ / 15 حزيران 1902م) أحد رواد النهضة العربية ومفكريها في القرن التاسع عشر، وأحد مؤسسي الفكر القومي العربي، اشتهر بكتاب «طبائع الاستبداد ومصارع الاستعباد»، الذي يعد من أهم الكتب العربية في القرن التاسع عشر التي تناقش ظاهرة الاستبداد السياسي. كما يُعدّ فقيه حنفي، مفسر ولي الإفتاء بحلب في المدرسة الخسروية المشروطة لمفتي حلب.
عندما بلغ عبد الرحمن الكواكبي الثانية والعشرين من عمره، الْتحق كمحرر بجريدة «الفرات»، وكانت جريدة رسمية تصدر في حلب، ولكن إيمانه بالحرية وروح المقاومة لديه دفعته لأن يؤسس هو وزميله السيد هشام العطار أول جريدة رسمية عربية خالصة وهي جريدة «الشهباء»، ولم تستمر سوى خمسة عشر عددًا؛ حيث أغلقتها السلطات العثمانية والتي كانت تحت سيطرة جمعية الاتحاد والترقي بسبب المقالات النقدية اللاذعة الموجهة ضدها. وقد اشتغل الكواكبي بالعديد من الوظائف الرسمية، فكان كاتبًا فخريًا للجنة المعارف، ثم مُحرِّرًا للمقالات، ثم صار بعد ذلك مأمور الإجراءات (رئيس قسم المحضرين)، كما كان عضوًا فخريًا بلجنة القومسيون. وكذلك كان يشغل منصب عضو محكمة التجارة بولاية حلب، بالإضافة إلى توليه منصب رئيس البلدية.
سافر الكواكبي إلى الهند والصين، وسواحل شرق آسيا وسواحل أفريقيا، كما سافر إلى مصر، وكانت لسياسة التتريك الدور الأساسي في إشعال المشاعر العربية، حيث استطاع القوميون الأتراك (الطورانيون) أقصاء عبد الحميد الثاني والوصول السلطة وقاموا بمحاربة اللغة العربية وفرض اللغة التركية على العرب، بالإضافة إلى تدهور الوضع الاقتصادي، ولقد نتج عن ذلك قيام نهضة عربية خلال النصف الثاني من القرن التاسع عشر.
توفي في ظروف غريبة عام 1902، وقد زعم أقاربه أن عملاء جمعية الاتحاد والترقي قد دسوا للكواكبي السم في فنجان القهوة، وهو أمر لم يتم التأكد منه.

## مولده
ولد في 23 شوال سنة 1271هـ الموافق 9 يوليو 1855 في مدينة حلب لعائلة لها شأن كبير. والده هو أحمد بهائي بن محمد بن مسعود الكواكبي، والدته السيدة عفيفة بنت مسعود آل نقيب وهي ابنة مفتي أنطاكية في سوريا. وهو أخو مسعود الكواكبي.

## نسبه
ينتسب الكواكبي من أبويه إلى علي بن أبي طالب رضي الله عنه. وقد روى صاحب النفائح واللوائح من غرر المحاسن والمدائح نسب الأسرة نقلًا عن كتاب «النبلاء بتاريخ حلب الشهباء» الذي ألفه السيد حسن بن أحمد بن أبي السعود الكواكبي، فجاء فيه أن السيد أحمد هو:
ابن أبي السعود بن أحمد بن محمد بن حسن بن أحمد بن محمد بن أحمد بن يحيى بن محمد بن أبي يحيى المعروف بالكواكبي، ابن شيخ المشايخ والعارفين صدر الدين موسى الأردبيلي، ابن الشيخ الرباني المسلك الصمداني صفي الدين إسحاق الأردبيلي ابن الشيخ الزاهد أمين الدين
ابن الشيخ السالك جبريل ابن الشيخ المقتدي صالح ابن الشيخ قطب الدين أبي بكر ابن الشيخ صلاح الدين رشيد ابن الشيخ المرشد الزاهد محمد الحافظ
ابن الشيخ الصالح الناسك عوض الخواص ابن سلطان المشايخ فيروز شاه البخاري بن مهدي بن بدر الدين حسن بن أبي القاسم محمد بن ثابت بن حسين بن أحمد بن الأمير داود بن علي بن الإمام موسى الثاني بن الإمام إبراهيم المرتضى بن الإمام موسى الكاظم بن الإمام جعفر الصادق بن الإمام
علي زين العابدين بن الإمام الحسين السبط الشهيد بن الإمام علي بن أبي طالب.
ووالدته الشريفة عفيفة بنت بهاء الدين بن إبراهيم بن بهاء الدين بن إبراهيم بن محمد بن محمد بن محمد بن شمس الدين الحسن بن علي بن أبي الحسن بن الحسين شمس الدين بن زهرة أبي المحاسن بن الحسن بن زهرة أبي المحاسن بن علي أبي المواهب بن محمد بن إبراهيم بن محمد بن أحمد بن الحسين بن إسحاق المؤتمن بن الصادق بن محمد الباقر بن علي زين العابدين بن الإمام السبط الشهيد الحسين.

## العلم
في مدينة حلب التي كانت تزدهر بالعلوم والفقهاء والعلماء درس الشريعة والأدب وعلوم الطبيعة والرياضة في المدرسة الكواكبية التي تتبع نهج الشريعة في علومها، وكان يشرف عليها ويدرّس فيها والده مع نفر من كبار العلماء في حلب.
لم يكتفِ بالمعلومات المدرسية، فقد اتسعت آفاقه أيضاً بالاطلاع على كنوز المكتبة الكواكبية التي تحتوي مخطوطات قديمة وحديثة، ومطبوعات أول عهد الطباعة في العالم، فاستطاع أن يطلع على علوم السياسة والمجتمع والتاريخ والفلسفة وغيرها من العلوم.

## حياته
بدأ الكواكبي حياته بالكتابة إلى الصحافة وعين محرراً في جريدة الفرات التي كانت تصدر في حلب،وعرف الكواكبي بمقالاته التي تفضح فساد الولاة، ويرجح حفيده سعد زغلول الكواكبي أن جده عمل في صحيفة «الفرات» الرسمية سنتين تقريباً، براتب شهري 800 قرش سوري.
وقد شعر أن العمل في صحيفة رسمية يعرقل طموحه في تنوير العامة وتزويدها بالأخبار الصحيحة، فالصحف الرسمية لم تكن سوى مطلب للسلطة، ولذلك رأى أن ينشئ صحيفة خاصة، فأصدر في حلب صحيفة «الشهباء» عام 1877، وكانت أول صحيفة تصدر باللغة العربية، وسجلها باسم صديقه كي يفوز بموافقة السلطة العثمانية أيامها وبموافقة والي حلب. لم تستمر هذه الصحيفة طويلاً، إذ لم تستطع السلطة تحمل جرأته في النقد.
بسبب حبه للصحافة والكتابة تابع جهاده الصحفي ضد الاستبداد فأصدر عام 1879 باسم صديق آخر جريدة «الاعتدال» سار فيها على نهج «الشهباء» لكنها لم تستمر طويلاً فتوقفت عن الصدور.
بعد أن تعطّلت صحيفتاه «الشهباء» و«الاعتدال»، انكبّ على دراسة الحقوق حتى برع فيها، وعيّن عضواً في لجنتي المالية والمعارف العمومية في حلب، والأشغال العامة (النافعة) ثم عضواً فخرياً في لجنة امتحان المحامين للمدينة.
بعد أن أحس أن السلطة تقف في وجه طموحاته، انصرف إلى العمل بعيداً عنها، فاتخذ مكتباً للمحاماة في حي الفرافرة إحدى أحياء مدينة حلب قريباً من بيته، وكان يستقبل فيه الجميع من سائر الفئات ويساعدهم ويحصل حقوق المتظلمين عند المراجع العليا ويسعى إلى مساعدتهم، وقد كان يؤدي عمله في معظم الأحيان دون أي مقابل مادي، حتى اشتهر في جميع أنحاء حلب بلقب «أبي الضعفاء».
تقلد عبد الرحمن الكواكبي عدة مناصب في ولاية حلب فبعد أن عين عضواً فخرياً في لجنتي المعارف والمالية، عين مديراً رسمياً لمطبعة الولاية ورئيساً فخرياً للجنة الاشغال العامة في حلب وحقق في عهده الكثير من المشاريع الهامة التي أفاد بها حلب والمناطق التابعة لها وفي 1892 عين رئيساً لبلدية حلب.
استمر الكواكبي بالكتابة ضد السلطة التي كانت في نظره تمثل الاستبداد، وعندما لم يستطع تحمل ما وصل إليه الأمر من مضايقات من السلطة العثمانية في حلب، سافر الكواكبي إلى آسيا: الهند والصين وسواحل شرق آسيا وسواحل أفريقيا وإلى مصر حيث لم تكن تحت السيطرة المباشرة للسلطان عبد الحميد، وذاع صيته في مصر وتتلمذ على يديه الكثيرون وكان واحداً من أشهر العلماء.
أمضى الكواكبي حياته مصلحاً وداعياً إلى النهوض والتقدم بالأمة العربية وقد شكل النوادي الإصلاحية والجمعيات الخيرية التي تقوم بتوعية الناس وقد دعا المسلمين لتحرير عقولهم من الخرافات وقد قسم الأخلاق إلى فرعين فرع أخلاقي يخدم الحاكم المطلق وفرع يخدم الرعية أو المحكومين ودعا الحكام إلى التحلي بمكارم الأخلاق لأنهم الموجهون للبشر، ودعا إلى إقامة خلافة عربية على أنقاض الخلافة التركية وطالب العرب بالثورة على الأتراك وقد حمل الحكومة التركية المستبدة مسؤولية الرعية.

## مؤلفاته

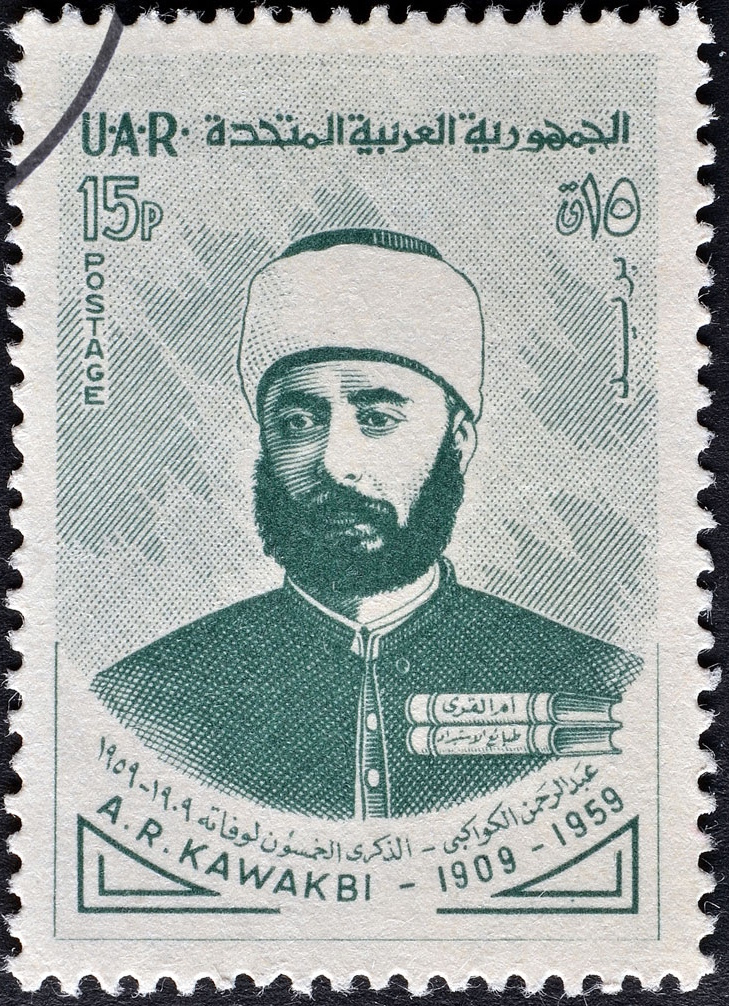
طابع بريدي صدر سنة 1960م في الجمهورية العربية المتحدة، في الذكرى الخمسين لوفاة الكواكبي، ويظهر عليه أبرز عملين له: أم القرى وطبائع الاستبداد.

ألف العديد من الكتب وترك تراثاً ادبياً كبيراً من الكتب منها طبائع الاستبداد وأم القرى كما ألف العظمة لله وصحائف قريش وقد فقد مخطوطان مع جملة أوراقه ومذكراته ليلة وفاته. له الكثير من المخطوطات والكتب والمذكرات التي طبعت. وما زالت سيرة وكتب ومؤلفات عبد الرحمن الكواكبي مرجعاً هاماً لكل باحث.

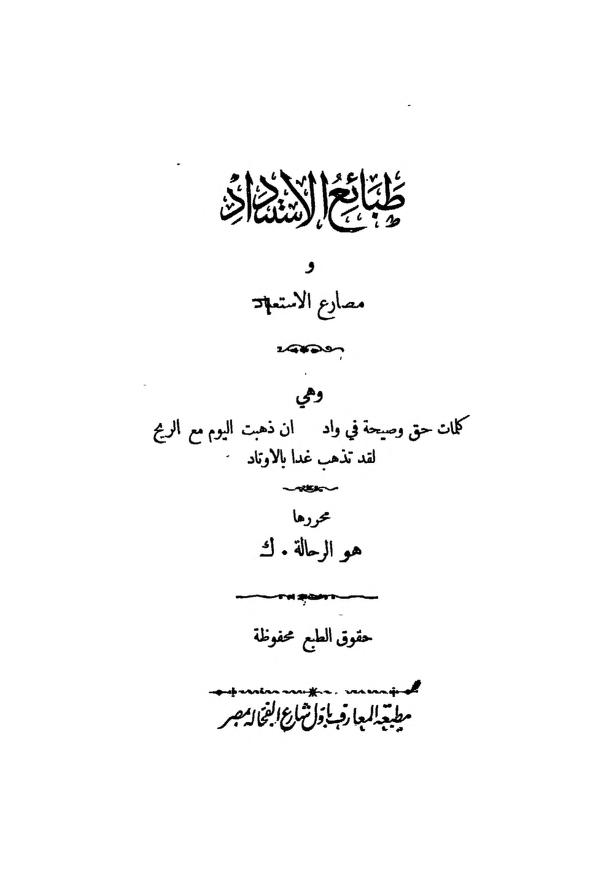
غلاف كتاب طبائع الاستبداد، صدر سنة 1902م
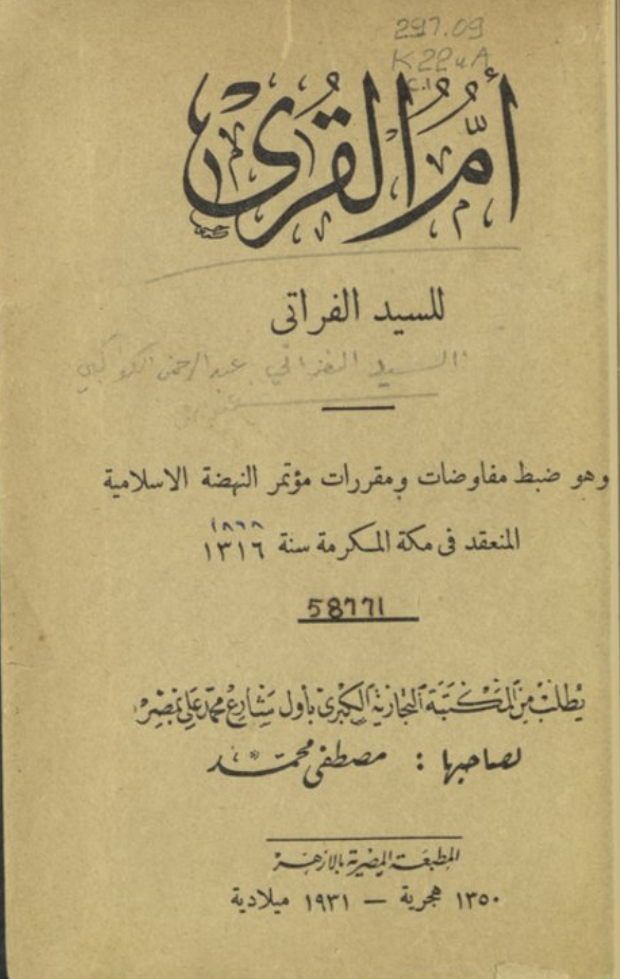
غلاف كتاب أم القُرى، طبعة 1931م

## وفاته
توفي في القاهرة متأثراً بسم دس له في فنجان القهوة يوم الجمعة 6 ربيع الأول لعام 1320 هـ الموافق 13 يونيو 1902 ودفن عند جبل المقطم. رثاه كبار رجال الفكر والشعر والأدب في سوريا ومصر ونقش على قبره بيتان لحافظ إبراهيم:
وقد أقيم مسجد كبير في حي العجوزة بمحافظة الجيزة يحمل اسمه تخليداً لذكراه.

## عائلته
حفيد الدكتور عبد الرحمن الكواكبي يحمل نفس الاسم ويقيم في مدينة حلب في سورية. أسس الحفيد فرقة الجلاء للأناشيد الوطنية كما تأسست الفرقة العربية للأناشيد الوطنية في قطر وتحمل نفس الرسالة.